# Mukokerwa
Mukokerwa är ett vattendrag i Burundi.   Det ligger i provinsen Ngozi, i den norra delen av landet, 70 km nordost om huvudstaden Bujumbura.
Omgivningarna runt Mukokerwa är en mosaik av jordbruksmark och naturlig växtlighet. Runt Mukokerwa är det tätbefolkat, med 591 invånare per kvadratkilometer.